# Epanerchodus polymorphus
Epanerchodus polymorphus är en mångfotingart som beskrevs av Mikhaljova och Sergei I. Golovatch 1981. Epanerchodus polymorphus ingår i släktet Epanerchodus och familjen plattdubbelfotingar. Inga underarter finns listade i Catalogue of Life.